# Centrostegia thurberi
Centrostegia es un género monotípico de plantas pertenecientes a la familia Polygonaceae.  Su única especie: Centrostegia thurberi, es originaria del sudoeste de los Estados Unidos y noroeste de México.  

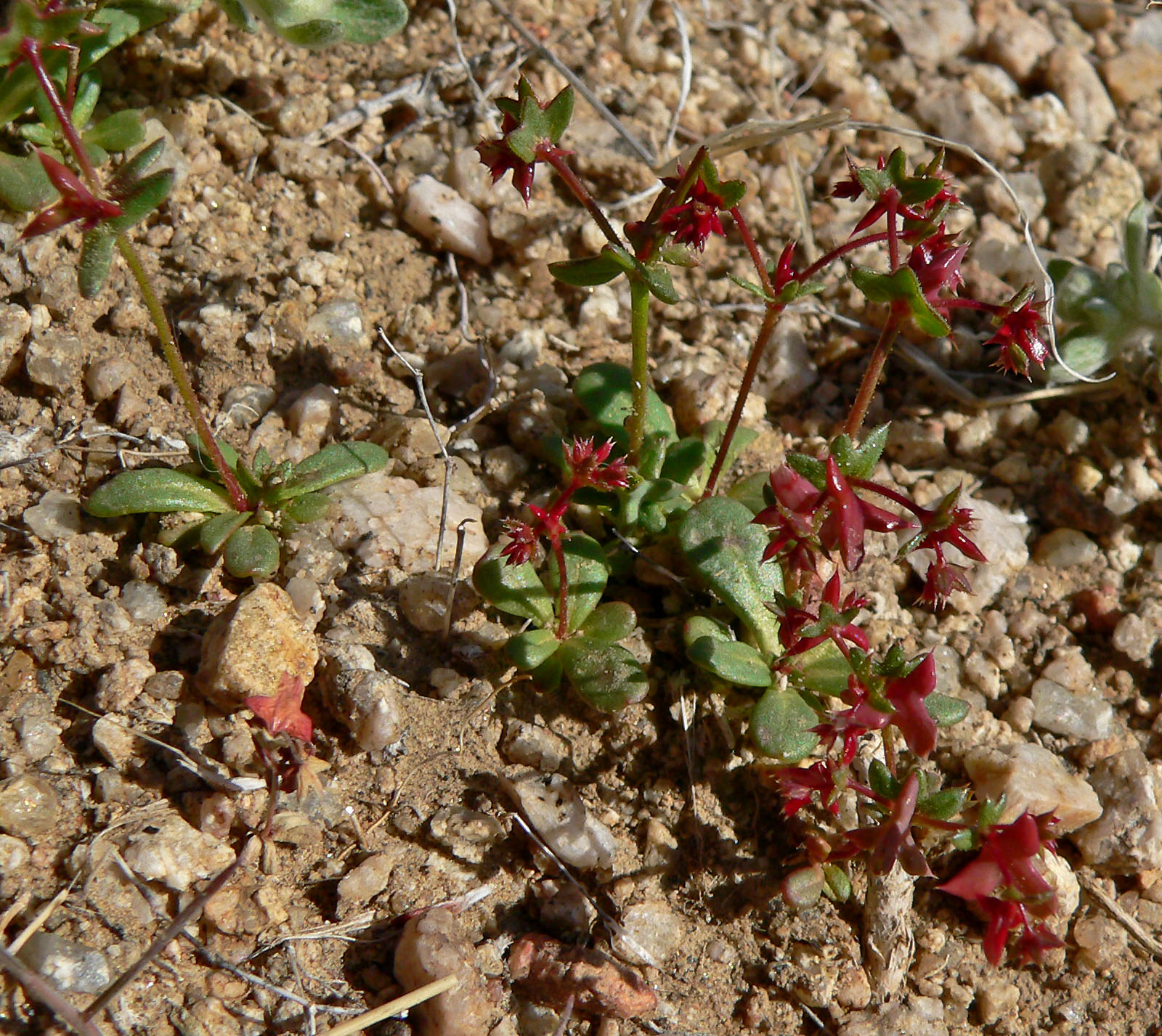
Vista de la planta

## Descripción
Es una pequeña hierba con una distintiva coloración roja. Planta anual, alcanza un tamaño de 3-30 cm de altura.  Hojas basales; estípula 0; ± pecioladas; lámina 5-40 mm, oblanceolada, glabra. Inflorescencia de 6-50 cm de diámetro; con una bráctea por nodo, de 1-10 mm. Flor con  perianto de 2-3,5 mm, de color blanco al rosa, peluda, lóbulos 6. Frutas de 2-2,5 mm, marrones. Cromosomas: n = 19 

## Ecología
Es una especie común. Se encuentra en matorrales del desierto, y en otros lugares arenosos secos, a una altitud de 300-2400 m.

## Taxonomía
Centrostegia thurberi fue descrito por A.Gray ex Benth.  y publicado en Prodromus Systematis Naturalis Regni Vegetabilis 14(1): 27. 1856.
Sinonimia
- Centrostegia cryptantha (Curran) Goodd.
- Centrostegia thurberi var. macrotheca (J.T.Howell) Goodman
- Chorizanthe thurberi (A.Gray ex Benth.) S.Watson
- Chorizanthe thurberi var. cryptantha Curran
- Chorizanthe thurberi var. macrotheca J.T.Howell[2]